# René Audran
Pour les articles homonymes, voir Audran.
René Audran, né le 22 juillet 1929 à Tiercé et mort assassiné le 25 janvier 1985 à La Celle-Saint-Cloud, est un haut fonctionnaire du ministère de la Défense en France, ingénieur général de l'armement.

## Biographie
René Audran est un ancien élève du prytanée national militaire de La Flèche et de l'École polytechnique (X1950), diplômé de SupAéro et ancien auditeur du Centre des hautes études de l'Armement.
Alors qu'il est ingénieur général de l'armement, il est nommé, le 28 mai 1984, directeur des affaires internationales de la délégation générale pour l'Armement du ministère de la Défense, fonctions au titre desquelles il est notamment chargé des ventes d'armes à l'Irak, alors que ce pays est en guerre contre l'Iran depuis le 22 septembre 1980. 
Le soir du 25 janvier 1985, de retour à son domicile de l'avenue des Gressets, du quartier de la Châtaigneraie à La Celle-Saint-Cloud, l'officier général tombe, mortellement blessé par 8 balles de calibre 11,43 mm.  
On attribue son assassinat au groupe armé d'extrême gauche Action directe. Toutefois, le journaliste d'investigation Pierre Péan écrit que, pour « la communauté du renseignement, il ne fait aucun doute que l'assassinat de René Audran […] a été planifié à Téhéran par les Gardiens de la Révolution » iraniens. Cette théorie du complot s'appuie sur le fait qu'Action directe est l'auteur d'assassinats sur des personnalités, comme celui de Georges Besse, symboliques du contentieux opposant la France et l'Iran au sujet de la volonté de ce dernier de se doter de l'arme nucléaire et de son souhait de voir la France honorer son engagement relatif à la participation du gouvernement iranien dans le projet Eurodif,. Les raisons officielles de l'attentat sont les luttes anti-fasciste et anti-impérialiste.
Un procès s'ensuivra au terme duquel, en 1994, des peines d'emprisonnement à perpétuité seront prononcées contre les membres inculpés du groupe armé mis en cause.

## Hommages
Des obsèques officielles sont organisées le 31 janvier 1985 dans la cour d'honneur de l'hôtel des Invalides en présence du Premier ministre Laurent Fabius et du ministre de la Défense Charles Hernu. Ce jour, René Audran est, à titre posthume, cité à l'ordre de la Nation et promu au grade d'officier de la Légion d'honneur,. 
À La Celle-Saint-Cloud, le carrefour qui se situe au-dessus du domicile Audran, à l'intersection des voies avenue des Gressets - avenue du Chesnay, porte dorénavant le nom de place René Audran - Ingénieur général de l'armement - 22 juillet 1929-25 janvier 1985. Elle a été inaugurée le 3 mars 1990 en présence du ministre de la Défense, Jean-Pierre Chevènement. Une rue du Général-Audran existe à Courbevoie.
La promotion 1989-1992 de l'École d'administration de l'Armement s'intitule ingénieur général Audran.
Son nom est donné à une salle de conférence au sein de l'Hexagone Balard et dans les locaux du CHEM.

## Soutien de la famille
Une fondation est soutenue par l'association des anciens élèves de l'École polytechnique afin d'apporter toute l'aide morale et matérielle à la famille Audran, spécialement à l'égard des deux enfants mineurs et orphelins de père et de mère.

## Distinction
À titre posthume
- Officier de la Légion d'honneur (1985)